# États-Unis v. Zacarias Moussaoui
 (janvier 2015).
Cet article traite du verdict dans le procès États-Unis v. Zacarias Moussaoui.

## Avant le procès
Le rapport final de la Commission nationale sur les attaques terroristes contre les États-Unis (Attentats du 11 septembre 2001), relate le parcours de Zacarias Moussaoui sur le territoire américain. En voici la substance, qui explique notamment pourquoi Moussaoui a été mis en cause dans les attentats du « 9/11 » : 
Entré aux États-Unis en février 2001, il a pris ses premières leçons de pilotage à l'Airman Flight School de Norman (Oklahoma). Il a poursuivi sa formation à compter du 13 août à la Pan Am International Academy dans le Minnesota. Il aurait déclaré à ses instructeurs, méfiants de son inexpérience sur les simulateurs de vol de Boeing 747 de la Pan Am, n'avoir aucune intention de devenir pilote de ligne mais vouloir cette formation comme une « chose exaltante pour l'ego. » Ne sachant presque rien du pilotage, il aurait ajouté qu'il voulait apprendre à « faire décoller et atterrir un Boeing 747 ».
Dès le 15 août 2001, l'agence locale du FBI à Minneapolis diligente une enquête sur Moussaoui. Il en résulte qu’il est partie prenante au djihad, qu'il a un compte bancaire crédité de 32 000 dollars sans en justifier pertinemment la provenance (en réalité : de Ramzi Ben-Al-Shibh), qu’il s’est rendu au Pakistan (passage obligé pour rejoindre l'Afghanistan et les camps d’entraînement d'Al-Qaïda). De son interrogatoire, il résulte une note de l’agent local du FBI selon laquelle Moussaoui est « un extrémiste islamiste se préparant à une action destinée à servir des objectifs fondamentalistes radicaux ». Cet agent pressent que les leçons de pilotage et ses projets sont liés. Il le soupçonne, avec l’agent de l’Immigration and Naturalization Service collaborant avec lui au sein de l’unité mixte contre le terrorisme de Minneapolis, de vouloir détourner un avion. Moussaoui n’est cependant pas immédiatement arrêté, faute de preuve de son implication dans la préparation d’attentats terroristes, mais il lui est refusé pour poursuivre sa formation de pilotage à la Pan Am.
Le 17 août 2001, Moussaoui est arrêté par l'INS car son visa de citoyen français est expiré. Un ordre d'expulsion est signé. D'une part, les agents locaux craignent de ne pas obtenir du Ministère public l'autorisation de perquisitionner les effets personnels de Moussaoui - en particulier d'examiner le disque dur de son ordinateur portable -, d'autre part, les agents du quartier général du FBI « sont convaincus qu’il n’y a pas de motif probable suffisant » à la délivrance d'un tel mandat. Néanmoins, les agents du FBI de Minneapolis requièrent un mandat de perquisition spécial en vertu de la loi FISA.
Le 18 août, l'agent du FBI chargé du dossier Moussaoui requiert l'assistance du correspondant du FBI à Paris de même que celle de son homologue à Londres (où Moussaoui a résidé). Sont également contactés un agent détaché du FBI et un Agent de la CIA. Vers le 16 ou le 17 août, l'agent du FBI détaché à Paris contacte le gouvernement français. Celui-ci expose que Moussaoui est connu pour avoir eu des liens avec un chef de rebelles tchétchènes. Or, seuls les individus ayant des liens avec une « puissance étrangère » aux termes de la loi FISA précitée, peuvent tomber sous son couperet et faire l'objet d’un mandat d’arrêt FISA. Un débat éclot alors entre le bureau local de Minnesota, le quartier général du FBI et la CIA. C'est le deuxième qui l'a emporté, et son unité loi sur la Sécurité nationale refuse de requérir un mandat FISA.
Bien que le correspondant londonien ait requis l'assistance du gouvernement britannique, l'affaire Moussaoui est mise en sommeil, bien qu'étoffée par un télégramme à Londres et à Paris au sujet de « suspects ayant reçu une formation de pilote de 747 » et décrivant Moussaoui comme un éventuel « pirate de l’air kamikaze ». L'extradition vers la Grande-Bretagne est évoquée « avant la fin août ». Un mémo est envoyé aux services britanniques compétents le 5 septembre.
Le 4 septembre, le FBI s'affole : il envoie un télétype à la CIA, à la FAA, au Service des Douanes, au ministère des Affaires étrangères, à l'INS et au Service de protection présidentielle. Le télétype est vague et ne fait pas part des « impressions » de l'agent du FBI à Minneapolis, selon lesquelles Moussaoui envisageait de détourner un avion.
Dysfonctionnements entre l’agence locale du FBI de Minneapolis et le Quartier général du FBI ; il semble que les agents du FBI de Minneapolis n'aient guère été pris au sérieux par leur hiérarchie :
- ordre de celle-ci de ne pas communiquer le rapport exhaustif concernant Moussaoui à la FAA, aucune action engagée par celle-ci ;
- crainte d'un superviseur du quartier général du FBI de divulguer la demande de mandat, « rédigée de manière à affoler les gens » ; le superviseur de Minneapolis lui répond que c’est son intention. Il ajoute qu’il « essaie d’empêcher quelqu’un de prendre le contrôle d’un avion pour le précipiter sur le World Trade Center. » Cependant, « Bien que l’Agent spécial, chef par intérim du bureau de Minneapolis, ait appelé les superviseurs de l'ITOS[5] pour discuter du dossier Moussaoui le 27 août, il a refusé de remonter la chaîne de commandement au quartier général du FBI pour appeler Rollince[6].

L'absence d'interactivité entre les agences fédérales. Le directeur par intérim du FBI Pickard, non plus que le sous-directeur responsable de l’antiterrorisme, Dale Watson, n'ont eu vent de l’affaire. Le directeur du Renseignement (CIA) a bien reçu un mémorandum intitulé « un extrémiste islamiste apprend à voler », mais il estime que le dossier relève du seul FBI. Il n'aura eu aucune conversation ni avec le FBI, ni à la Maison Blanche. Le 11 septembre, après les attentats, les services de l'Intelligence Service britannique opèrent des investigations plus poussées sur Moussaoui ; le 13 septembre, ils divulguent qu’il a bien été entraîné dans les camps d’Al-Qaïda en Afghanistan. Le FBI a également appris que Ressam, un terroriste qui collaborait avec les enquêteurs, avait reconnu Moussaoui dans les camps afghans. Pour les « Rapporteurs », il apparaît clair que les attentats auraient pu être évités « si l'arrestation de Moussaoui et une éventuelle menace de détournement avaient été rendues publiques ».

## Analyse juridique de la première phase du procès

### Verdict dans la seconde phase du procès
Verdict du 3 mai 2006
« Calmement assis, en prière, durant la lecture du verdict, Zacarias Moussaoui a quitté la salle en s'écriant Amérique, tu as perdu. Et d'ajouter en frappant dans ses mains J'ai gagné ! » (in Revoltes.org, portail d’information sur la peine de mort, 4 mai 2006).

### Résultat du procès
Zacarias Moussaoui vit « à l’isolement total 23 heures sur 24. Une heure sera réservée à l’exercice dans une pièce plus grande, mais où le détenu restera seul ».
Ce sont trois des douze jurés de la District Court for the Eastern District of Virginia (Alexandria Division), 3 mai 2006, qui ont sauvé la vie de Zacarias Moussaoui (alias « Shaqil », alias « Abu Khalid al Sahrawi ») en dépit du nombre impressionnant de circonstances aggravantes retenues à son encontre.
Selon Maître William Bourdon, avocat pénaliste, spécialiste de droit international, « Les trois jurés qui ont évité à Zacarias Moussaoui la condamnation à mort ont fait acte de résistance par rapport au seul judiciairement correct envisagé par l'administration américaine. Ils ont choisi le droit contre la vengeance. La justice ne peut être l'instrument de la vengeance privée, sinon on court le risque que la démocratie se barbarise. En effet, on ne peut pas condamner quelqu'un, qui n'a fait que se taire ou mentir, à la peine capitale. Depuis l'exécution des époux Rosenberg en 1953, il n'y a pas eu aux États-Unis d'exécution pour une responsabilité strictement intellectuelle ».
Certaines familles des victimes se disent « satisfaites » et que « justice a été rendue ». La peine qui lui a été infligée le 3 mai 2006, in-susceptible de recours, est la réclusion criminelle à perpétuité incompressible. Seul le Président des États-Unis peut le gracier. Maître Bourdon estime que Moussaoui « vivra un calvaire absolu jusqu'à sa mort ». Il s'agissait, dans cette seconde phase du procès dans lequel était impliqué Moussaoui, reconnu coupable en première phase, de déterminer s’il serait exécuté ou purgerait sa peine dans « l’Alcatraz des Rocheuses » au Colorado, « dans une prison réputée pour enfermer les plus dangereux détenus du pays. D'autres terroristes, notamment impliqués dans les attentats contre le WTC en 1993, y purgent leur peine. Tous sont soumis à la justice fédérale qui traite les dossiers relevant du code pénal fédéral. On ne s'échappe pas de la prison fédérale du Colorado » (Revoltes.org précité).

### Structure du verdict du 3 mai 2006
La décision (Criminal no 01-455 A, Hon. Leonie M. Brinkema) est subdivisée en l'étude de quatre chefs d’accusation (Counts).
- I. Conspiration (Conspiracy : conspiration, complot, association de malfaiteurs) afin de commettre des actes de terrorisme transcendant les frontières nationales.
- II.- Omis, abandonné.
- III.- Conspiration de destruction d’avion.
- IV.- Conspiration d’usage d’armes de destruction massive.

Chaque chef d’accusation est scindé en sections : les circonstances aggravantes prévues par la loi (Statutory Aggraving Factors :
1. qui sont passibles de la peine capitale si, à l’unanimité, les jurés (jurors) répondent « oui » aux réquisitions du Ministère public, en l’occurrence composé des meilleurs prosecutors des États-Unis[10].
2. Les circonstances atténuantes non statutaires (Statute : la loi), non passibles de la peine capitale (Death penalty ou death sentence).
3. Les circonstances atténuantes. Proposées par la défense (et il est notoire que Moussaouai ne l’a guère aidée, récusant ses avocats commis d’office, puis en reprenant ensuite d’autres pour des points de droit.), liste que les jurés peuvent allonger.
4. Les conclusions des jurés sur les chefs d’accusation.
5. La certification du verdict, avec les noms (anonymisés pour le public) et le numéro des jurés, y compris la Foreperson, élue par ses co-jurés pour « présider » le jury ; c’est lui qui, en principe, lit le verdict. Cette certification se lit comme suit : « En signant ci-dessous, chaque juré certifie que des considérations de race, de couleur, de croyances religieuses, d’origine nationale, de sexe du défendeur ou de la victime (le gouvernement des États-Unis, demandeur) n’ont pas influencé sa décision individuelle, et que chaque juré aurait pris la même décision dans le verdict concernant Zacarias Moussaoui sans considération pour la race, la couleur, les croyances religieuses, l’origine nationale ou le sexe du défendeur, ou de la victime » (traduction libre).

### Articulation entre les chefs d’accusation
Seuls les chefs d’inculpation entraînant la mort par injection létale ou la prison à vie incompressible ont été examinés par le jury populaire de la Cour fédérale de première instance pour District de Virginie de la Division d’Alexandria.
Des instructions sont données aux jurés : si vous répondez « X » à tel chef d’accusation, soit vous avez terminé vos délibérations, soit vous passez au prochain chef d’accusation.
Pour tous les chefs d’inculpation, les instructions étaient : « Répondez par « OUI » ou « NON » dans la mesure où le Jury a unanimement été convaincu que le Gouvernement a prouvé tout facteur sur les circonstances aggravantes statutaires (sections 1, passibles de la peine de mort) ou non statutaires (sections 2) au-delà d’un doute raisonnable Beyond reasonable Doubt (Les jurés font l’objet d’auditions et c’est tout l’art de l'Attorney (avocat) ou du Prosecutor (procureur) de composer un jury idéal. On demande au juré d’être lui-même un reasonable juror.
Si à l’une de chacune des questions du Ministère public concernant les chefs d’inculpation statutaires, un juré répondait par la négative, Moussaoui échappait à la peine capitale.

### Réponses aux questions afférentes aux circonstances aggravantes statutaires
Zacarias Moussaoui a été reconnu coupable à l’unanimité des circonstances aggravantes suivantes :
- il a créé en connaissance de cause un risque grave de mort d’une ou de plusieurs personnes en addition des victimes du crime ;
- il a commis le crime après une planification et une préméditation substantielles aux fins de tuer ou de commettre un acte terroriste.

Zacarias Moussaoui n’a pas été reconnu coupable à l’unanimité des crimes suivants :
- il n’a pas commis d’infraction dans une haine, cruauté, corrompue particulière dans la mesure où cela concerne la torture ou de sérieux dommages physiques sur la personne de la ou des victimes ;
- le comportement du défendeur, Zacarias Moussaoui, n’a pas entraîné la mort d’environ 3 000 personnes.

### Réponses aux questions afférentes aux circonstances aggravantes non statutaires
Il n’y a pas eu non plus d’unanimité au regard d’une circonstance aggravante non létale : Les activités de Moussaoui n’ont pas engendré la mort d’environ 3 000 personnes.
En revanche, les jurés ont suivi les Prosecutors en déterminant à l’unanimité que :
- a) aux environs du 23 février 2001, Moussaoui était entré aux États-Unis [c’est un visa expiré qui l’a trahi par inadvertance] dans le but d’acquérir une connaissance spécialisée dans le pilotage d’avions en vue de tuer autant de citoyens américains que possible ;
- b) les comportements de Moussaoui ont drainé des dommages sérieux physiques et émotionnels, en incluant la mutilation, la défiguration, et l’incapacité permanente de nombreux survivants du crime ;
- c) en tant qu’êtres humains, les caractéristiques personnelles des victimes et les conséquences de leur décès sur leurs familles, amis et collègues, ont causé des blessures, de la souffrance, et la perte des victimes, de leurs amis et collègues ;
- d) s’ensuit une liste des dommages causés ici résumée : les comportements de Moussaoui avaient pour but et ont de fait causé [rappelons qu’il lui était reproché le mensonge par omission des projets d’attentats contre Manhattan, des dysfonctionnements aigus de la ville de New York et de son économie (ex. : 343 pompiers décédés ; droits de propriété perdus dépassant plusieurs milliards de dollars US), du Pentagone et de la Maison Blanche];
- e) Les comportements (actions dans le texte : or il ne s’agit pas d’action mais de rétention possible d’informations de Moussaoui avaient pour but, et ont finalement causé de graves dysfonctionnements du Pentagone ;
- f) et surtout, ce qui émeut le plus souvent les jurors, « The defendant, Zacarias Moussaoui, has demonstrated a lack of remorse for his criminal conduct » (Le défendant Zacarias Moussaoui a démontré un manque de remords à propos de sa conduite criminelle).

### Circonstances atténuantes (Mitigating Factors)
En sus des circonstances atténuantes plaidées hiératiquement par les avocats de la défense, il est loisible aux jurés d’en invoquer d’autres.
À cet endroit, il est impératif de dénombrer le nombre de jurés qui ont voté en faveur des circonstances atténuantes. Cinq d’entre eux ont estimé que Zacarias Moussaoui serait incarcéré jusqu'à la fin de ses jours, sans possibilité de remise de peine (release) ; trois ont précisé que les circonstances de sa détention seraient telles qu'il ne présenterait aucun risque substantiel vis-à-vis du personnel pénitentiaire ni des autres détenus ; neuf ont approuvé la défense lorsqu'elle a évoqué la prime enfance de Z. Moussaoui, le dysfonctionnement familial qui a abouti à son orphelinat paternel, sa vie familiale sans structures ni support émotionnel et financier potentiellement cause de son départ du domicile de sa mère, avec qui il entretenait des relations hostiles (celle-ci est venue témoigner aux procès - Phases I et II-, disant qu’elle ne « reconnaissait pas » son fils « barbu comme un intégriste avec une toque ». 
Neuf jurés ont également retenu le rôle du père dans la famille de Zacarias Moussaoui, dont le tempérament était violent et qui abusait « physiquement » et émotionnellement d'elle. Quatre jurés ont approuvé le fait que le père de Zacarias Moussaoui ainsi que les deux sœurs de Zacarias souffraient de troubles psychotiques. En revanche, aucun juré n'a admis que l'accusé souffrait lui-même de troubles psychiatriques très vraisemblablement appartenant à la schizophrénie ou à la paranoïa. Mais trois jurés ont estimé que Zacarias Moussaoui avait, durant sa jeunesse, été victime de racisme du fait de ses origines marocaines. Autre élément majeur : le jury, à l'unanimité, a désapprouvé la défense en ce qu'elle craignait que l'exécution de l’accusé ferait de lui un martyr pour les musulmans radicaux-fondamentalistes, à l'égard d’Al-Qaïda en particulier.

### Circonstances atténuantes déterminantes
Parmi les questions posées au Jury, proposées par les avocats de la défense, « Zacarias Moussaoui’s role in the 9/11 operation, if any, was minor » (le rôle de Zacarias Moussaoui dans les attentats du 11 septembre, si tel est le cas, a été mineur), trois jurés ont répondu par l’affirmative. Dans les fameuses lignes blanches permettant aux jurés d’ajouter une ou des circonstances atténuantes, l’on retrouve, dans les trois chefs d’accusation, la même phrase « That Zacarias Moussaoui had limimited knowledge of the 9/11 attack plans » (Zacarias Moussaoui avait une connaissance limitée des plans d’attaque du 11 septembre). Trois d’entre eux ont signé cette décharge, le 3 mai 2006.

## Conclusion
L'Attorney General (procureur) ne fera pas appel, le Président G.W. Bush a pris acte de la décision sans en commenter le contenu. C'est le gouvernement américain qui avait requis la peine capitale.
Zacarias Moussaoui a quitté la salle d'audience en prétendant que le prochain président des États-Unis le gracierait : « In Your Dreams ! » (Dans vos rêves!) s'est exclamée l'épouse d'une victime depuis les bancs de l'auditoire des parties civiles.
L'Honorable Juge Leonie M. Brinkema a finalement déclaré, après les dernières phrases du condamné, que « Les gens qui sont dans cette salle seront libres tout à l'heure d'aller où ils veulent, de respirer l'air frais et de goûter le soleil ». Zacarias Moussaoui ne le verra plus jamais.